# Локва (планина)
Планина Локва или Локвеј (рум. Munții Locvei) је планина у југозападној Румунији која припада групи Банатских планина у оквиру Карпата. Планина се налази у румунском округу Караш-Северин и ограничена је Дунавом на југу и западу и Нером на северу. На истоку се на Локву настављају Алмашке планине које су од ње одвојене линијом Шопоту Ноу-Љупкова.
Највиши врх планине је врх Корханул Маре (рум. Corhanul Mare) чија надморска висина износи 735 метара. Јужни предео планине је заштићен као део Парка природе Ђердап, а северни део, тачније клисура реке Нере је заштићена као део Националног парка клисура Нере - Беушница.

## Галерија
- Поглед на Локву и Дунав из села Затоње
- Предео у планини
- 3D приказ планине
- Река Шушара на северу планине
- Поглед на Стару Молдаву и Локву са српске обале Дунава